# Zápas na Letních olympijských hrách 1992 – muži, řecko-římský do 62 kg
Zápas řecko-římský ve váhové kategorii do 62 kg probíhal na Letních olympijských hrách 1992 v Barcelonském Instituto Nacional de Educación Física de Cataluña. O medaile se utkalo celkem 21 zápasníků.

## Turnajové výsledky
Zápasníci jsou rozděleni do dvou skupin. Je aplikován systém na dvě porážky.
Legenda
- TO — Lopatkové vítězství
- SP — Vítězství pro převahu, 12 až 14 bodů rozdíl, poražený s body
- SO — Vítězství pro převahu, 12 až 14 bodů rozdíl, poražený bez bodů
- ST — Vítězství na technickou převahu, 15 bodů rozdíl
- PP — Vítězství na body, poražený s body
- PO — Vítězství na body, poražený bez bodů
- PA — Vítězství pro soupeřovo zranění
- DQ — Vítězství pro soupeřovu diskvalifikaci
- D2 — Oba zápasníci diskvalifikováni pro pasivitu, skóre 0-0
- DNA — Nenastoupil
- L — Porážky
- ER — Kolo vyřazení
- CP — Klasifikační body
- TP — Technické body

### Skupiny

#### Skupina A
| L      |                              | CP     | TP     |                              | L      |        |
| Kolo 1 | Kolo 1                       | Kolo 1 | Kolo 1 | Kolo 1                       | Kolo 1 | Kolo 1 |
| ------ | ---------------------------- | ------ | ------ | ---------------------------- | ------ | ------ |
| 1      | Anthony Lee (USA)            | 1-3 PP | 2-4    | Hugo Dietsche (SUI)          | 0      |        |
| 1      | Mohan Ramchandra Patil (IND) | 1-3 PP | 3-14   | Ahad Pazaj (IRI)             | 0      |        |
| 1      | Alexander Davidovich (ISR)   | 1-3 PP | 1-8    | Sergej Martinov (EUN)        | 0      |        |
| 1      | Shigeki Nishiguchi (JPN)     | 1-3 PP | 1-3    | Włodzimierz Zawadzki (POL)   | 0      |        |
| 0      | Mario Büttner (GER)          | 3-1 PP | 8-7    | Hu Guohong (CHN)             | 1      |        |
| 0      | Rachid Khdar (MAR)           |        |        | Bye                          |        |        |
| Kolo 2 |                              |        |        |                              |        |        |
| 1      | Rachid Khdar (MAR)           | 0-4 ST | 0-17   | Anthony Lee (USA)            | 1      |        |
| 0      | Hugo Dietsche (SUI)          | 3-0 PO | 5-0    | Mohan Ramchandra Patil (IND) | 2      |        |
| 2      | Alexander Davidovich (ISR)   | 0-3 PO | 0-2    | Shigeki Nishiguchi (JPN)     | 1      |        |
| 0      | Sergej Martinov (EUN)        | 3-0 PO | 4-0    | Mario Büttner (GER)          | 1      |        |
| 0      | Włodzimierz Zawadzki (POL)   | 3-0 PO | 4-0    | Hu Guohong (CHN)             | 2      |        |
| 0      | Ahad Pazaj (IRI)             |        |        | DNA                          |        |        |
| Kolo 3 |                              |        |        |                              |        |        |
| 2      | Rachid Khdar (MAR)           | 0-4 TO | 3:27   | Hugo Dietsche (SUI)          | 0      |        |
| 1      | Anthony Lee (USA)            | 3-1 PP | 5-4    | Shigeki Nishiguchi (JPN)     | 2      |        |
| 0      | Sergej Martinov (EUN)        | 3-1 PP | 9-8    | Włodzimierz Zawadzki (POL)   | 1      |        |
| 1      | Mario Büttner (GER)          |        |        | Bye                          |        |        |
| Kolo 4 |                              |        |        |                              |        |        |
| 2      | Mario Büttner (GER)          | 0-4 DQ | 4:28   | Anthony Lee (USA)            | 1      |        |
| 1      | Hugo Dietsche (SUI)          | 1-3 PP | 2-4    | Sergej Martinov (EUN)        | 0      |        |
| 1      | Włodzimierz Zawadzki (POL)   |        |        | Bye                          |        |        |
| Kolo 5 |                              |        |        |                              |        |        |
| 1      | Włodzimierz Zawadzki (POL)   | 3-0 PO | 7-0    | Hugo Dietsche (SUI)          | 2      |        |
| 2      | Anthony Lee (USA)            | 0-4 TO | 3:43   | Sergej Martinov (EUN)        | 0      |        |

| Zápasník                     | L | ER | CP |
| ---------------------------- | - | -- | -- |
| Sergej Martinov (EUN)        | 0 | -  | 16 |
| Włodzimierz Zawadzki (POL)   | 1 | -  | 10 |
| Anthony Lee (USA)            | 2 | 5  | 12 |
| Hugo Dietsche (SUI)          | 2 | 5  | 11 |
| Mario Büttner (GER)          | 2 | 4  | 3  |
| Shigeki Nishiguchi (JPN)     | 2 | 3  | 5  |
| Rachid Khdar (MAR)           | 2 | 3  | 0  |
| Hu Guohong (CHN)             | 2 | 2  | 1  |
| Mohan Ramchandra Patil (IND) | 2 | 2  | 1  |
| Alexander Davidovich (ISR)   | 2 | 2  | 1  |
| Ahad Pazaj (IRI)             | 0 | 1  | 3  |

#### Skupina B
| L                         |                              | CP     | TP     |                              | L      |        |
| Kolo 1                    | Kolo 1                       | Kolo 1 | Kolo 1 | Kolo 1                       | Kolo 1 | Kolo 1 |
| ------------------------- | ---------------------------- | ------ | ------ | ---------------------------- | ------ | ------ |
| 1                         | Huh Byung-Ho (KOR)           | 0-0 D2 | 0-0    | Luis Bernardo Martínez (ESP) | 1      |        |
| 0                         | Jenö Bódi (HUN)              | 3-0 PO | 6-0    | Ahmed Ibrahim (EGY)          | 1      |        |
| 0                         | Mehmet Âkif Pirim (TUR)      | 3-1 PP | 3-2    | Juan Marén (CUB)             | 1      |        |
| 1                         | Usama Aziz (SWE)             | 0-3 PO | 0-3    | Stanislav Grigorov (BUL)     | 0      |        |
| 1                         | Jindřich Vavrla (TCH)        | 1-3 PP | 1-2    | Konstantinos Arkoudeas (GRE) | 0      |        |
| Kolo 2                    |                              |        |        |                              |        |        |
| 2                         | Huh Byung-Ho (KOR)           | 1-3 PP | 2-5    | Jenö Bódi (HUN)              | 0      |        |
| 1                         | Luis Bernardo Martínez (ESP) | 3-1 PP | 4-1    | Ahmed Ibrahim (EGY)          | 2      |        |
| 0                         | Mehmet Âkif Pirim (TUR)      | 3-0 PO | 5-0    | Usama Aziz (SWE)             | 2      |        |
| 1                         | Juan Marén (CUB)             | 3-1 PP | 3-2    | Jindřich Vavrla (TCH)        | 2      |        |
| 0                         | Stanislav Grigorov (BUL)     | 3-1 PP | 13-3   | Konstantinos Arkoudeas (GRE) | 1      |        |
| Kolo 3                    |                              |        |        |                              |        |        |
| 2                         | Luis Bernardo Martínez (ESP) | 1-3 PP | 4-6    | Jenö Bódi (HUN)              | 0      |        |
| 0                         | Mehmet Âkif Pirim (TUR)      | 3-1 PP | 2-1    | Stanislav Grigorov (BUL)     | 1      |        |
| 1                         | Juan Marén (CUB)             | 4-0 TO | 1:54   | Konstantinos Arkoudeas (GRE) | 2      |        |
| Kolo 4                    |                              |        |        |                              |        |        |
| 1                         | Jenö Bódi (HUN)              | 1-3 PP | 3-7    | Mehmet Âkif Pirim (TUR)      | 0      |        |
| 1                         | Juan Marén (CUB)             | 3-1 PP | 5-1    | Stanislav Grigorov (BUL)     | 2      |        |
| Kolo 5                    |                              |        |        |                              |        |        |
| 2                         | Jenö Bódi (HUN)              | 1-3 PP | 1-5    | Juan Marén (CUB)             | 1      |        |
| 0                         | Mehmet Âkif Pirim (TUR)      |        |        | Bye                          |        |        |
| Wrestle-off for 4th place |                              |        |        |                              |        |        |
|                           | Luis Bernardo Martínez (ESP) | 0-3 PO | 0-3    | Konstantinos Arkoudeas (GRE) |        |        |

| Zápasník                     | L | ER | CP |
| ---------------------------- | - | -- | -- |
| Mehmet Âkif Pirim (TUR)      | 0 | -  | 12 |
| Juan Marén (CUB)             | 1 | -  | 14 |
| Jenö Bódi (HUN)              | 2 | 5  | 11 |
| Stanislav Grigorov (BUL)     | 2 | 4  | 8  |
| Konstantinos Arkoudeas (GRE) | 2 | 3  | 4  |
| Luis Bernardo Martínez (ESP) | 2 | 3  | 4  |
| Jindřich Vavrla (TCH)        | 2 | 2  | 2  |
| Huh Byung-Ho (KOR)           | 2 | 2  | 1  |
| Ahmed Ibrahim (EGY)          | 2 | 2  | 1  |
| Usama Aziz (SWE)             | 2 | 2  | 0  |

### Finále
|                            | CP               | TP               |                              |                  |
| Zápas o 9. místo           | Zápas o 9. místo | Zápas o 9. místo | Zápas o 9. místo             | Zápas o 9. místo |
| -------------------------- | ---------------- | ---------------- | ---------------------------- | ---------------- |
| Mario Büttner (GER)        | DNA              |                  | Konstantinos Arkoudeas (GRE) |                  |
| Zápas o 7. místo           |                  |                  |                              |                  |
| Hugo Dietsche (SUI)        | 0-4 DQ           |                  | Stanislav Grigorov (BUL)     |                  |
| Zápas o 5. místo           |                  |                  |                              |                  |
| Anthony Lee (USA)          | 0-4 DQ           |                  | Jenö Bódi (HUN)              |                  |
| Zápas o 3. místo           |                  |                  |                              |                  |
| Włodzimierz Zawadzki (POL) | 0-3 PO           | 0-5              | Juan Marén (CUB)             |                  |
| Finálový zápas             |                  |                  |                              |                  |
| Sergej Martinov (EUN)      | 1-3 PP           | 2-13             | Mehmet Âkif Pirim (TUR)      |                  |

## Finálové pořadí
1. Mehmet Âkif Pirim (TUR)
2. Sergej Martinov (EUN)
3. Juan Marén (CUB)
4. Włodzimierz Zawadzki (POL)
5. Jenö Bódi (HUN)
6. Anthony Lee (USA)
7. Stanislav Grigorov (BUL)
8. Hugo Dietsche (SUI)
9. Konstantinos Arkoudeas (GRE)
10. Mario Büttner (GER)